# الاسمرار الأنزيمي في الأغذية

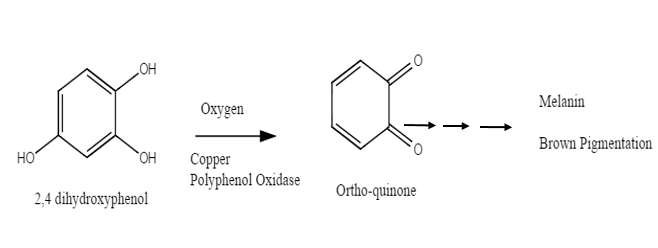
مثال على تفاعل عام لمادة البوليفينول بواسطة بوليفينول أوكسيديز (PPO) الذي يحفز اللون البني الإنزيمي. يخضع إنتاج الكينونات لمزيد من التفاعلات التي تؤدي في النهاية إلى تكوين أصباغ بنية على سطح الطعام.

الاسمرار الإنزيمي في الأغذية (الانجليزية: Enzymatic browning) يعتبر الاسمرار الإنزيمي أحد أهم التفاعلات التي تحدث في معظم الفواكه والخضروات وكذلك في المأكولات البحرية. تؤثر هذه العمليات على طعم ولون وقيمة هذه الأطعمة. بشكل عام، هو تفاعل كيميائي يتضمن بوليفينول أوكسيديز (PPO)، أوكسيديز الكاتيكول، وأنزيمات أخرى تنتج الميلانين والبنزوكينون من الفينولات الطبيعية. يتطلب اللون البني الإنزيمي (المعروف أيضًا باسم أكسدة الأطعمة) التعرض للأكسجين. يبدأ بأكسدة الفينولات بواسطة بوليفينول أوكسيديز إلى كينونات، التي تسبب حالتها القوية المحبة للكهرباء قابلية عالية للهجوم المحب للنيوكليوفيلي من البروتينات الأخرى. يتم بعد ذلك بلمرة هذه الكينونات في سلسلة من التفاعلات، مما يؤدي في النهاية إلى تكوين أصباغ بنية اللون (الميلانوس) على سطح الطعام. ينعكس معدل الاسمرار الإنزيمي بكمية أوكسيديز البوليفينول النشط الموجود في الطعام. ومن ثم فإن معظم البحث في طرق التحقيق لتثبيط الإنزيمات الإنزيمية قد ركزت على إعاقة نشاط بوليفينول أوكسيديز. ومع ذلك، ليس كل تحمير الطعام ينتج عنه آثار سلبية.

## السيطرة على الاسمرار الانزيمي

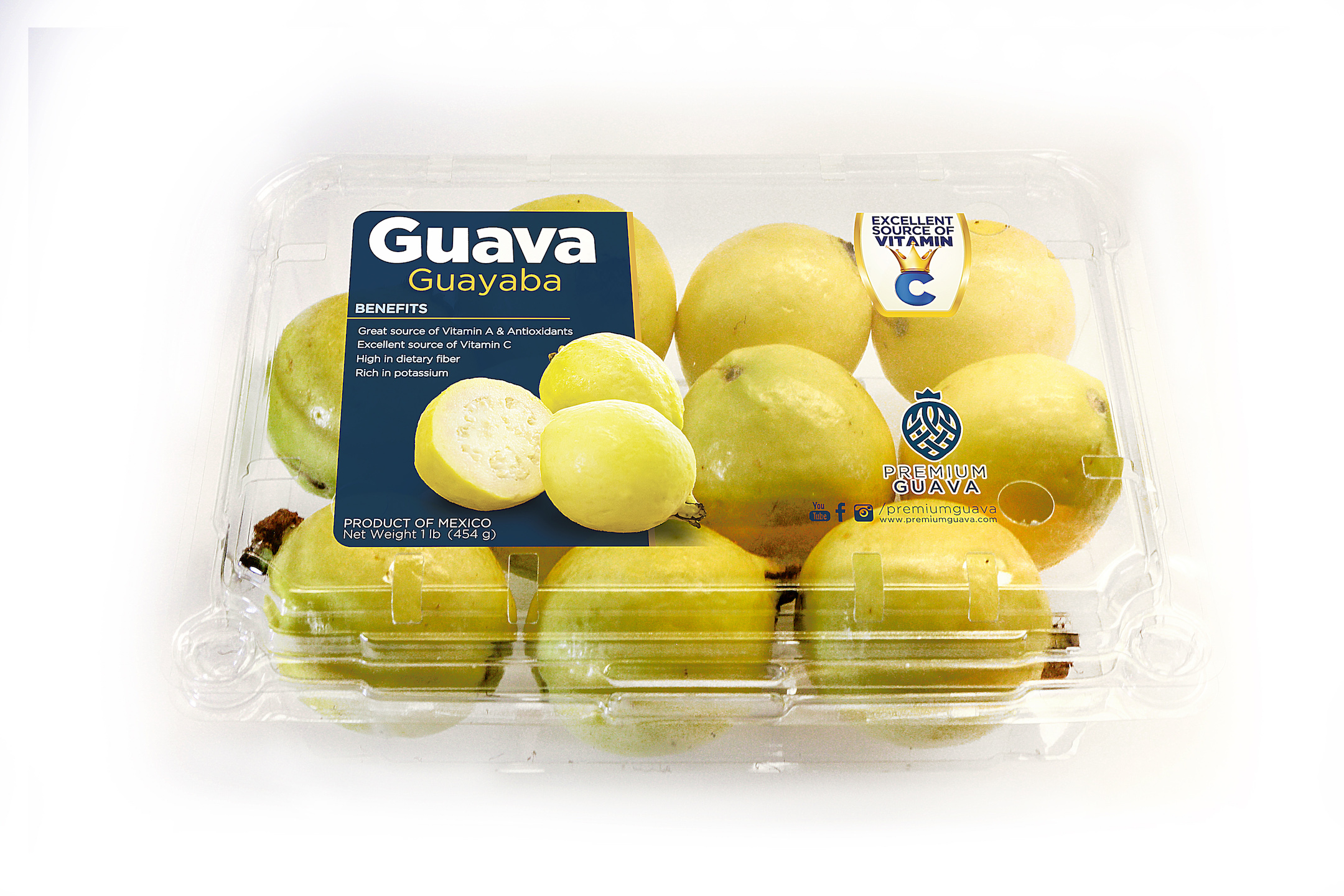
الجوافة المشععة

### الطرق الفيزيائية

#### المعالجة الحرارية
معالجة الطعام بالحرارة، مثل السلق أو التحميص، يفسد الإنزيمات ويقضي على المواد المتفاعلة المسؤولة عن التحول إلى اللون البني. يستخدم السلق، على سبيل المثال، في صناعة النبيذ، ومعالجة الشاي، وتخزين المكسرات ولحم الخنزير المقدد، وتحضير الخضار للتجميد. غالبًا ما يتم تحمير اللحم جزئيًا تحت درجة حرارة عالية قبل دمجه في مستحضر أكبر ليتم طهيه على درجة حرارة منخفضة مما ينتج عنه تحمير أقل.
استخدمت العديد من الطرق لمنع أو إبطاء الاسمرار الأنزيمي للأطعمة. تهدف كل طريقة إلى استهداف خطوات محددة للتفاعل الكيميائي. لطالما كانت السيطرة على الاسمرار الإنزيمي تشكل تحدياً للصناعات الغذائية. بالإضافة إلى ذلك جرى استخدام المواد الكيميائية لتثبيط (إعاقة) الاسمرار. مثل السلفيت (مادة كيميائية قوية مضادة للإسمرار) أعيد النظر فيها بسبب المخاطر المحتملة التي تسببها من نشاطها. جرت الكثير من الأبحاث المتعلقة بالأنواع الدقيقة لآليات التحكم التي تحدث عند المواجهة مع هذه العملية الأنزيمية. يمكن تصنيف الأنواع المختلفة لسيطرة الاسمرار الأنزيمي إلى مجموعات مختلفة.
المعالجة الباردة
التبريد والتجميد هما أكثر الطرق شيوعًا لتخزين الطعام، ومنع التسوس. ينخفض نشاط إنزيمات التسمير، أي معدل التفاعل، في درجات الحرارة المنخفضة. وبالتالي، يساعد التبريد في الحفاظ على المظهر واللون والنكهة الأولية للخضروات والفواكه الطازجة. يستخدم التبريد أيضًا أثناء توزيع الفواكه والخضروات وبيعها بالتجزئة.
التشعيع
يعتبر تشعيع الطعام باستخدام الأشعة فوق البنفسجية وأشعة جاما والأشعة السينية وحزم الإلكترون طريقة أخرى لإطالة العمر الافتراضي للطعام. يثبط الإشعاع المؤين حيوية الكائنات الحية الدقيقة المسؤولة عن فساد الغذاء ويؤخر نضوج ونمو الخضروات والفواكه المحفوظة.

### الطرق الكيميائية
التحمض
إنزيمات براوننج، مثل الإنزيمات الأخرى، نشطة في نطاق معين من الأس الهيدروجيني. على سبيل المثال، يُظهر PPO النشاط الأمثل عند درجة الحموضة 5-7 ويتم تثبيطه دون الرقم الهيدروجيني 3. تستخدم عوامل الحموضة ومنظمات الحموضة على نطاق واسع كمضافات غذائية للحفاظ على الرقم الهيدروجيني المطلوب في المنتجات الغذائية. تستخدم الأحماض، مثل حامض الستريك وحمض الأسكوربيك والجلوتاثيون، كعوامل مضادة للتسمير. تظهر العديد من هذه العوامل أيضًا تأثيرات أخرى مضادة للتسمير، مثل الأنشطة الخلبية ومضادات الأكسدة.
مضادات الأكسدة
تستخدم العديد من مضادات الأكسدة في صناعة الأغذية كمضافات غذائية. تتفاعل هذه المركبات مع الأكسجين وتثبط بدء عملية التسمير. كما أنها تتداخل مع المنتجات الوسيطة للتفاعلات التالية وتمنع تكوين الميلانين. حمض الأسكوربيك، حمض الإريثوربيك، هيدروكلوريد السيستين، الجلوتاثيون هي أمثلة لمضادات الأكسدة التي تمت دراستها لخصائصها المضادة للتسمير.
عوامل مخلبية
يتطلب بوليفينول أوكسيديز النحاس كعامل مساعد لوظائفه، وبالتالي فإن عوامل مخلبية النحاس تمنع نشاط هذا الإنزيم. تمت دراسة العديد من العوامل التي تمتلك نشاطًا مخلبًا واستخدامها في مجالات مختلفة من الصناعات الغذائية، مثل حامض الستريك وحمض السوربيك وعديد الفوسفات والهينوكيتيول وحمض الكوجيك وEDTA والبورفيرين والأحماض متعددة الكربوكسيل والبروتينات المختلفة. تحتوي بعض هذه المركبات أيضًا على تأثيرات أخرى مضادة للتسمير، مثل التحميض أو مضادات الأكسدة. يستخدم Hinokitiol في مواد الطلاء لتغليف المواد الغذائية.

### أساليب أخرى

#### العوامل الطبيعية
من المعروف أن المنتجات الطبيعية المختلفة ومستخلصاتها، مثل البصل والأناناس والليمون والنبيذ الأبيض، تمنع أو تبطئ تحول اللون البني لبعض المنتجات. يُظهر البصل ومستخلصه خصائص قوية مضادة للتسمير عن طريق تثبيط نشاط PPO. أظهر عصير الأناناس تأثيرًا مضادًا للسمرة على التفاح والموز. يستخدم عصير الليمون في صنع العجين لجعل منتجات المعجنات تبدو أكثر إشراقًا. يمكن تفسير هذا التأثير من خلال الخصائص المضادة للتسمير لأحماض الستريك والأسكوربيك في عصير الليمون.

#### التعديل الجيني
تم تعديل تفاح القطب الشمالي وراثيًا لإسكات التعبير عن PPO، وبالتالي تأخير تأثير اللون البني، وتحسين جودة تناول التفاح.
يقلل عصير الليمون والاحماض الأخرى الرقم الهيدروجيني ويزيل العامل المساعد للنحاس الضروري للأنزيمات المسؤؤلة لتعمل.
تبييض -عملية غلي الطعام ثم تبريده- أو شوي الأطعمة لتمسيخ الأنزيمات، وتدمير المتفاعلات المسؤؤلة مثل استخدام مرحلة «قتل الاخضر» في عملية صناعة الشاي.
يمكن أن تمنع عملية انخفاض درجة الحرارة اسمرار الأطعمة من خلال تقليل معدل التفاعل.
استخدام حمض الاسكروبيك في درجات معينة من مقياس الحمض الهيدروجيني للسيطرة على اسمرار التفاح تحت ظروف معينة عن طريق تغيير نشاط أنزيم الفينولاز. تؤثر قيم مقياس الحمض الهيدروجيني على نشاط الفينولاز للتفاح بشكل مختلف.
أثناء تركيب النبيذ، يستخدم ترشيح التبادل الأيوني لإزالة ترسبات اللون البني في المحلول.
تم تغيير تفاح القطب الشمالي جينياً لتفادي تعبير مادة أوكسيديز البوليفينول. وبالتالي لا تتحول للون البني.

## عمليات الاسمرار الأنزيمي المفيدة
أمثله:
- تطوير اللون والنكهة في القهوة وحبوب الكاكاو والشاي.[15]
- تطوير اللون والنكهة في الفواكه المجففة مثل التين والزبيب.

## عمليات الاسمرار الإنزيمي غير المفيدة
أمثله:
- الفاكهة والخضروات الطازجة، بما في ذلك التفاح والبطاطس والموز والأفوكادو.
- البوليفينول أوكسيديز هو التفاعل الرئيسي في تكوين الميلانين في القشريات مثل الجمبري.[16]